# Roi Huai de Chu
Le Roi Huai de Chu (chinois simplifié : 楚怀王 ; chinois traditionnel : 楚懷王 ; pinyin : Chǔ Huái Wáng), (???-296 av. J.C), est le vingtième Roi de l'état de Chu. Il règne de 328 a 299 av J.C., durant la Période des Royaumes combattants de l'histoire de la Chine. Son nom de naissance est Xiong Huai (chinois traditionnel : 熊槐), "Roi Huai" étant son nom posthume. . 

## Règne
Le roi Huai succède à son père, le roi Wei de Chu, qui meurt en 329 av J.C. 
En 299 av J.C., le Roi Huai est capturé et retenu en otage par le roi Zhao de Qin, pendant qu'il est dans l'État de Qin pour y mener des négociations. Peu de temps après sa capture, son fils, le roi Qingxiang de Chu, monte sur le trône. Le roi Huai réussi à s'évader, mais il est rapidement recapturé par le Qin. Trois ans plus tard, il meurt en captivité.
Lors de la guerre civile qui marque la chute de la dynastie Qin, un de ses petits-fils monte sur le trône restauré du Chu, sous le nom de "Roi Huai II de Chu"; avant de devenir l'Empereur Yi de Chu.

## Culture

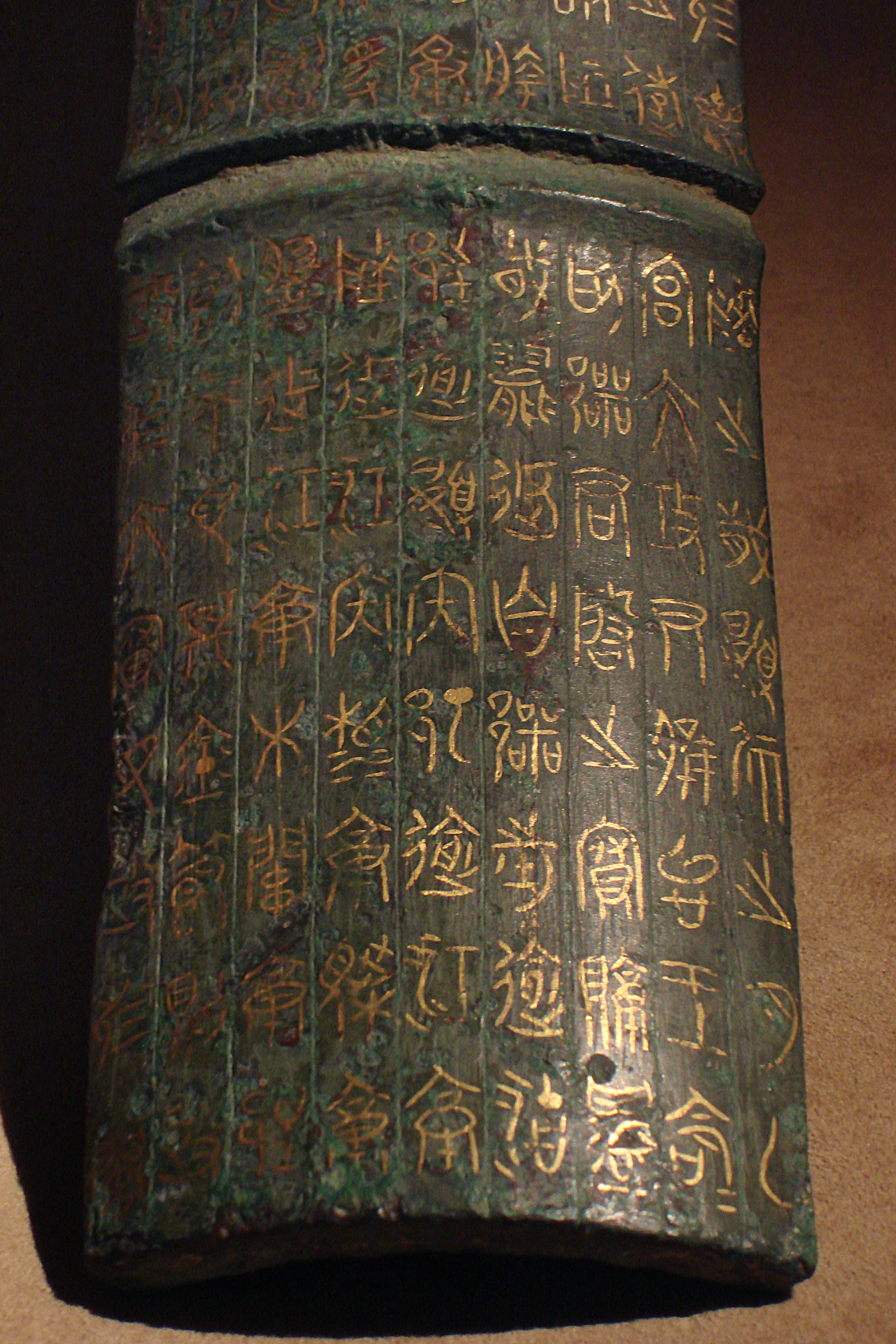
Détail du shou jie (laissez-passer de transit maritime) délivré au Prince Qi. Inscriptions en or sur bronze en forme de bambou, délivrées par le roi Huai de Chu au sous-royaume d'E, en 323 av. J.C.

La renommée historique du roi Huai est due en particulier aux œuvres du poète Qu Yuan, ainsi qu'à d'autres poèmes chinois datant du début de la période classique (en) que l'on trouve dans les Chants de Chu. En effet, les spécialistes de la poésie chinoise classique pensent que le poème "Li Sao" (trad : "La rencontre de la douleur") reflète les relations politiques et personnelles entre Qu Yuan (ou le poète qui écrit en son nom) et le roi Huai. Les thèmes principaux du "Li Sao" et des poèmes du genre "Sao" présentent Qu Yuan, victime d'intrigues au sein de la cour de Chu, l'exil qui en a résulté, son désir de rester néanmoins pur et exempt der la corruption qui sévit alors à la cour, et ses lamentations sur le déclin progressif de l'état autrefois puissant de Chu. À la fin, le poète, résigné, affirme sa volonté de mourir, en se noyant dans le fleuve.

## Fictions et culture populaire
- Le rôle du roi Huai est interprété par l'acteur Cao Zheng dans la série télé Mi yue zhuan (lit : La Légende de Mi Yue), en 2015
- Le rôle du roi Huai est interprété par l'acteur Peng Bo dans la série télé The Qin Empire II: Alliance, en 2012.

## Voir également
- Chants de Chu
- Guerres d'unification de Qin
- Qu Yuan